# 1995 XB2
1995 XB2 är en asteroid i huvudbältet som upptäcktes den 14 december 1995 av Beijing Schmidt CCD Asteroid Program vid Xinglong-observatoriet.